# Liste der Monuments historiques in Saint-Just-en-Brie
Die Liste der Monuments historiques in Saint-Just-en-Brie führt die Monuments historiques in der französischen Gemeinde Saint-Just-en-Brie auf.

## Liste der Objekte
| Bezeichnung                                   | Beschreibung                                 | Standort                               | Kennzeichnung | Schutzstatus | Datum | Bild |
| --------------------------------------------- | -------------------------------------------- | -------------------------------------- | ------------- | ------------ | ----- | ---- |
| Skulptur der heiligen Barbara                 | Holz, polychrom gefasst, 16./17. Jahrhundert | in der Kirche St-Just-St-Hubert (Lage) | PM77003971    | Inscrit      | 1981  |      |
| Skulptur Christus am Kreuz                    | Holz, polychrom gefasst, 18. Jahrhundert     | in der Kirche St-Just-St-Hubert (Lage) | PM77002809    | Inscrit      | 1977  |      |
| Skulptur des heiligen Saint Just von Beauvais | Holz, polychrom gefasst, 16./17. Jahrhundert | in der Kirche St-Just-St-Hubert (Lage) | PM77003970    | Inscrit      | 1981  |      |
| Skulptur des heiligen Hubertus                | Holz, polychrom gefasst, 16./17. Jahrhundert | in der Kirche St-Just-St-Hubert (Lage) | PM77003967    | Inscrit      | 1981  |      |
| Skulptur des Apostels Petrus                  | Holz, polychrom gefasst, 17. Jahrhundert     | in der Kirche St-Just-St-Hubert (Lage) | PM77003969    | Inscrit      | 1981  |      |
| Skulptur Johannes des Täufers                 | Holz, polychrom gefasst, 17. Jahrhundert     | in der Kirche St-Just-St-Hubert (Lage) | PM77003972    | Inscrit      | 1981  |      |
| Skulptur Madonna mit Kind                     | Stein, 16. Jahrhundert                       | in der Kirche St-Just-St-Hubert (Lage) | PM77001563    | Classé       | 1954  |      |
| Figur des heiligen Hubertus (gestohlen)       | Holz, 16. Jahrhundert                        | in der Kirche St-Just-St-Hubert (Lage) | PM77001564    | Classé       | 1975  |      |
| Kapitell                                      | Stein, 16. Jahrhundert                       | in der Kirche St-Just-St-Hubert (Lage) | PM77001565    | Classé       | 1978  |      |
| Skulptur des heiligen Just von Beauvais       | Holz, polychrom gefasst, 16./17. Jahrhundert | in der Kirche St-Just-St-Hubert (Lage) | PM77003968    | Classé       | 1981  |      |